# Koldo Gil
Koldo Gil Pérez (født 16. januar 1978) er en spansk tidligere professionel cykelrytter, som sidst cyklede for Liberty Seguros Continental.